# Grotta dell'Unicorno (Germania)
La grotta dell'Unicorno (Einhornhöhle) è una grotta carsica situata circa a 1.5 km dal villaggio di Scharzfeld, nell'Harz occidentale, in Germania.

## Storia
La prima menzione scritta della grotta dell'Unicorno risale al 1541.
Il nome del luogo è ispirato al ritrovamento di alcune ossa nel sedicesimo secolo che, secondo una credenza dell'epoca, sarebbero appartenute a un unicorno. La creatura è stata descritta e menzionata da autori come Gottfried Wilhelm Leibniz.
Sempre nella grotta dell'unicorno venne rinvenuto, nel 2021, un osso di cervo gigante intagliato, attribuito agli uomini di Neanderthal e considerato la più antica testimonianza artistica rinvenuta in Europa.
La grotta è oggi un'area turistica.